# Arpa Ke'un
Arpa Ke'un (in persiano ﺍرپا کاوون‎; fl. XIV secolo) è stato un Khan dell'Ilkhanato mongolo di Persia durante la disintegrazione di quello Stato mongolo.
Arpa Khan o Gavon o Gāwūn Īlkhān tra il 1335 e il 1336, era membro del Casato di Tolui. La sua genealogia vantava tra i suoi ascendenti Arig Bek (Ariq Böke), che fu un fratello minore di Möngke, Kublai e Hulagu.
Arpa Ke'un giunse al potere in seguito alla morte dell'Īlkhān Abū Saʿīd nel 1335. Quasi subito dovette fronteggiare l'invasione di Ozbek Khan dell'Orda d'Oro, che egli sconfisse. Questo gli fornì l'occasione per giustiziare la vedova di Abū Saʿīd, Baghdad Khatun per rafforzare il proprio potere. 

In seguito sposò Sati Beg, sorella di Abū Saʿīd e vedova di Chupan (o Coban).
Nel 1336 fronteggiò l'attacco del Governatore di Baghdad, l'Oirato ʿAlī Pādshāh, che lo sconfisse presso Maragheh il 10 aprile 1335. Subito dopo Arpa fu catturato e ucciso. 

A lui succedette Mūsā, niente più che una marionetta nelle mani di ʿAlī Pādshāh.